# Muncelu, Alba

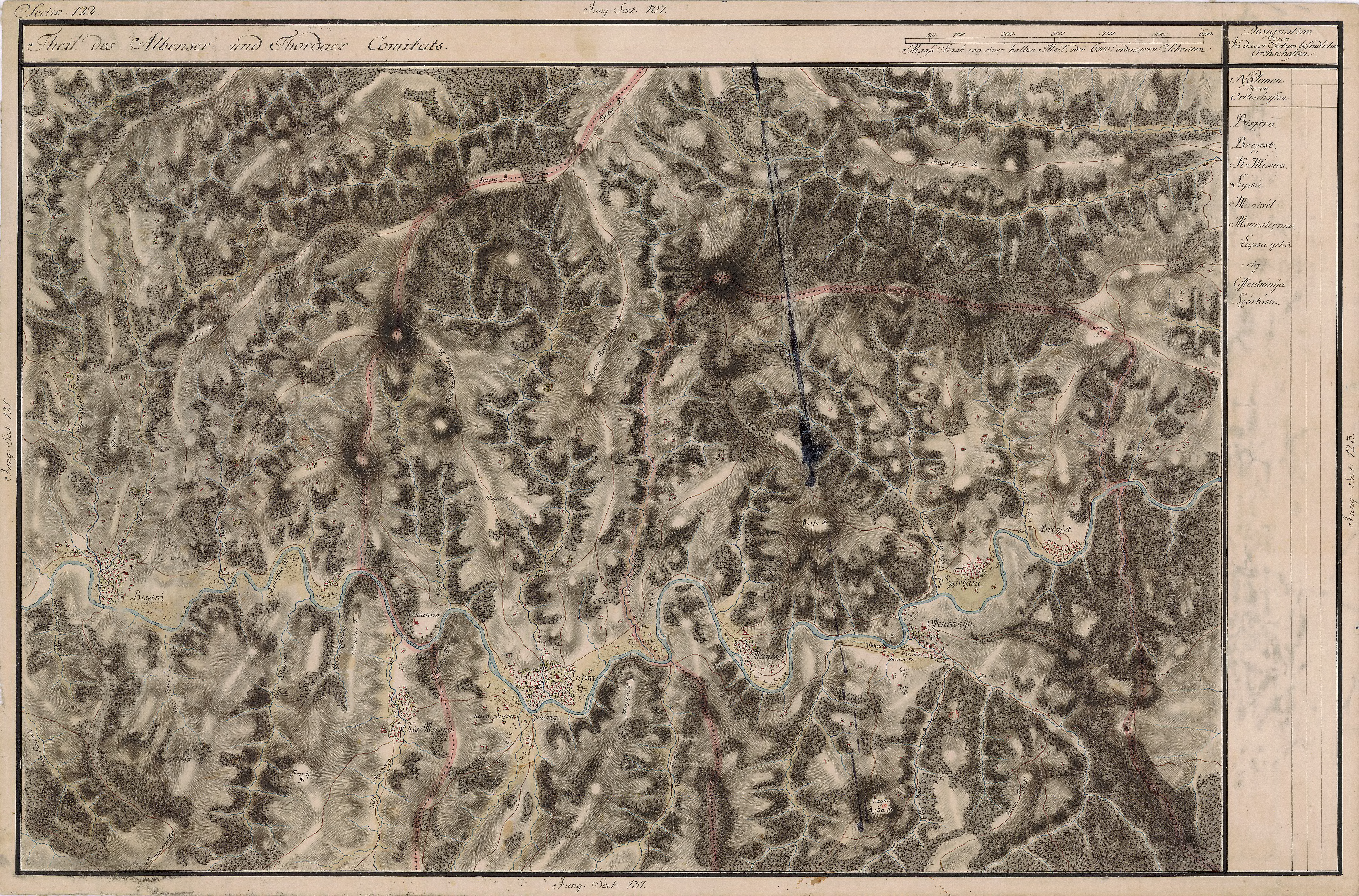
Muncelu (Muncsél) pe Harta Iosefină a Transilvaniei,
1769-1773 (Sectio 122)

Muncelu (în maghiară Muncsal, în germană Bergel) este un sat ce aparține orașului Baia de Arieș din județul Alba, Transilvania, România.

## Istoric
Pe Harta Iosefină a Transilvaniei din 1769-1773 (Sectio 122), localitatea apare sub numele de „Muncsél”.

## Transporturi
Haltă de cale ferată a Mocăniței (în prezent inactivă).

## Obiective turistice
- Fagul Împăratului: pe malul stâng al Arieșului, în amonte de Baia de Arieș, lângă satul Muncelu. Prezintă un frunziș marcescent (frunziș care se usucă, dar rămâne pe arbori în timpul iernii). Frunzele iau toamna o culoare brună. Legenda afirmă că aici s-ar fi întâlnit Avram Iancu cu împăratul austriac Franz Josef, spre a negocia un pact.